# Gelis anataelianus
Gelis anataelianus là một loài tò vò trong họ Ichneumonidae.